# Herb Suchej Beskidzkiej
Herb Suchej Beskidzkiej – jeden z symboli miasta Sucha Beskidzka w postaci herbu.

## Wygląd i symbolika
Herb przedstawia białego konia w polu czerwonym, kroczącego w prawo po zielonej murawie. Koń ma czarny popręg i złote kopyta.
Herb nawiązuje do herbu szlacheckiego Starykoń, którego używali Wielopolscy, właściciele Suchej w latach 1665–1843.